# Departamento San Antonio (Jujuy)
Das Departamento San Antonio liegt im Süden der Provinz Jujuy im Nordwesten Argentiniens und ist eine von 16 Verwaltungseinheiten der Provinz. 
Es grenzt im Norden an das Departamento Doctor Manuel Belgrano, im Osten an das Departamento Palpalá, im Süden an das Departamento El Carmen und im Westen an die Provinz Salta. 
Die Hauptstadt des Departamentos ist das gleichnamige San Antonio.

## Städte und Gemeinden
Das Departamento El Carmen besteht aus folgenden Gemeinden und Siedlungen:
- San Antonio
- Loteo Navea
- El Ceibal

Koordinaten: 24° 24′ S, 65° 24′ W